# ママ大好き!
『ママ大好き!』とは、日本テレビで2009年10月1日から2016年3月31日まで放送されていたミニ番組である。全334回。和光堂の一社提供。

## 番組概要
毎週1人の妊婦(番組ではプレママと呼んでいる。)や母になったばかりの人にスポットを当て、応援をする。ナレーターは中嶋朋子。
2011年10月改編により、同年10月6日より読売テレビでもネットを開始したが、番組終了までにネットから離脱した。

## 番組キャラクター
- 赤ちゃん　- 番組のメインとなるマスコットキャラクター。番組のオープニングでママとともに登場。[2] 格好はベビーウェアによだれかけ。ベビーシューズを履いている。男児の場合は水色、女児の場合は黄色のベビーウェアを着ている。
- ママ - 番組のオープニングで赤ちゃんとともに登場。赤ちゃんを持ちながら高くあげたり、抱っこしながらキスをしたりする。

- パパ - 番組のオープニングに登場しないが、紹介VTRで父親が出演している時に登場している。
- 女の子 - 番組のオープニングに登場しないが、紹介VTRで女の子(姉)が出演している時に登場している。
- 男の子 - 番組のオープニングに登場しないが、紹介VTRで男の子(兄)が出演している時に登場している。
- おじいちゃん - 番組のオープニングに登場しないが、紹介VTRで祖父が出演している時に登場している。
- おばあちゃん - 番組のオープニングに登場しないが、紹介VTRで祖母が出演している時に登場している。

## ネット局・放送時間
| 放送対象地域 | 放送局            | 系列           | 放送時間           | 備考                      |
| ------------ | ----------------- | -------------- | ------------------ | ------------------------- |
| 関東広域圏   | 日本テレビ（NTV） | 日本テレビ系列 | 木曜 20:54 - 21:00 | 製作局                    |
| 近畿広域圏   | 読売テレビ（ytv） | 日本テレビ系列 | 木曜 20:54 - 21:00 | 2011年10月6日よりネット。 |

特別番組などによって繰り下がる事があり、また繰り下げなどによって、放送時間が「3分」に縮小される事も有る。